# 大仙市
大仙市（日语：／ Daisen shi */?）是位於日本秋田縣東南部的市，也是縣內人口數第三多的市。雄物川流經市內並往西流，當地人口則集中在大曲站的周邊地區等地。大仙市在古代為秋田縣南部的交通要衝，至江戶時代成為佐竹氏的領地，並作為雄物川和玉川的河運據點而發展。當地每年8月會舉辦擁有「日本三大煙火大會」之稱的全國花火競技大會（大曲花火）。
大仙市也是日本漫畫家臼井儀人的作品《蠟筆小新》中，野原新之助的父親野原廣志的故鄉（舊大曲市）。

## 地理

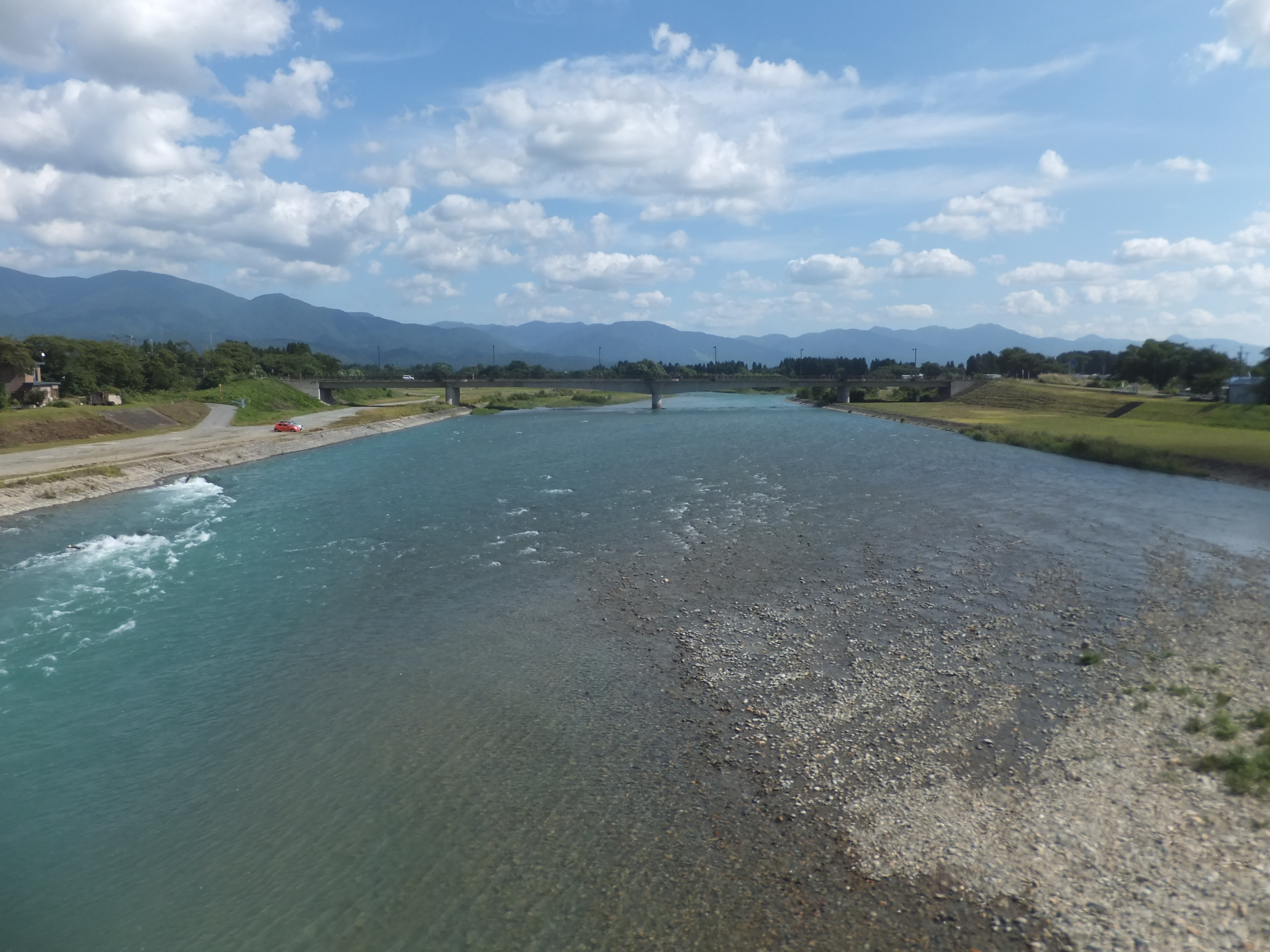
流經大仙市邊界的玉川

大仙市內約37.1%的面積被山林與原野覆蓋，24.2%的面積為農業用地。轄區地處仙北平原的中央（橫手盆地），東部坐落著奧羽山脈的山岳，西部則為出羽丘陵。市內最高峰為坐落於東部太田地區，海拔1,229公尺的小杉山；其周邊地區位於真木真晝縣立自然公園的範圍內。玉川由東北往西南流經市內，並在市中心的西北方注入雄物川。而雄物川的支流橫手川等河也流經大仙市。

### 氣候
大仙市屬於大陸性氣候，夏季較為炎熱且潮濕，冬季的氣溫則比縣內的日本海沿岸地區較低。根據統計，2010年至2019年，當地的年均溫為11℃，年均降雨量則約18649毫米。當地的降雨主要集中在夏季的7月和8月。而大仙市冬季的降雪量也相當大，位於北部的舊協和町被指定為特別豪雪地帶，其餘地區則為豪雪地帶。

## 歷史
大仙市自古時便有人類居住，市內曾發掘出屬於舊石器時代晚期的米森遺跡與小出Ⅰ遺跡等。而當地也出土超過60處屬於繩紋時代的竪穴式住居，其中位於協和地區的上之山Ⅱ遺跡曾出土過以產自北海道日高地方的綠片岩製作的磨製石斧；地處中仙地區的野口Ⅱ遺跡則出土過產自新潟縣糸魚川市的翡翠。大仙市內的彌生時代遺跡數量較少，現時也尚未發掘出任何屬於古墳時代的遺跡。

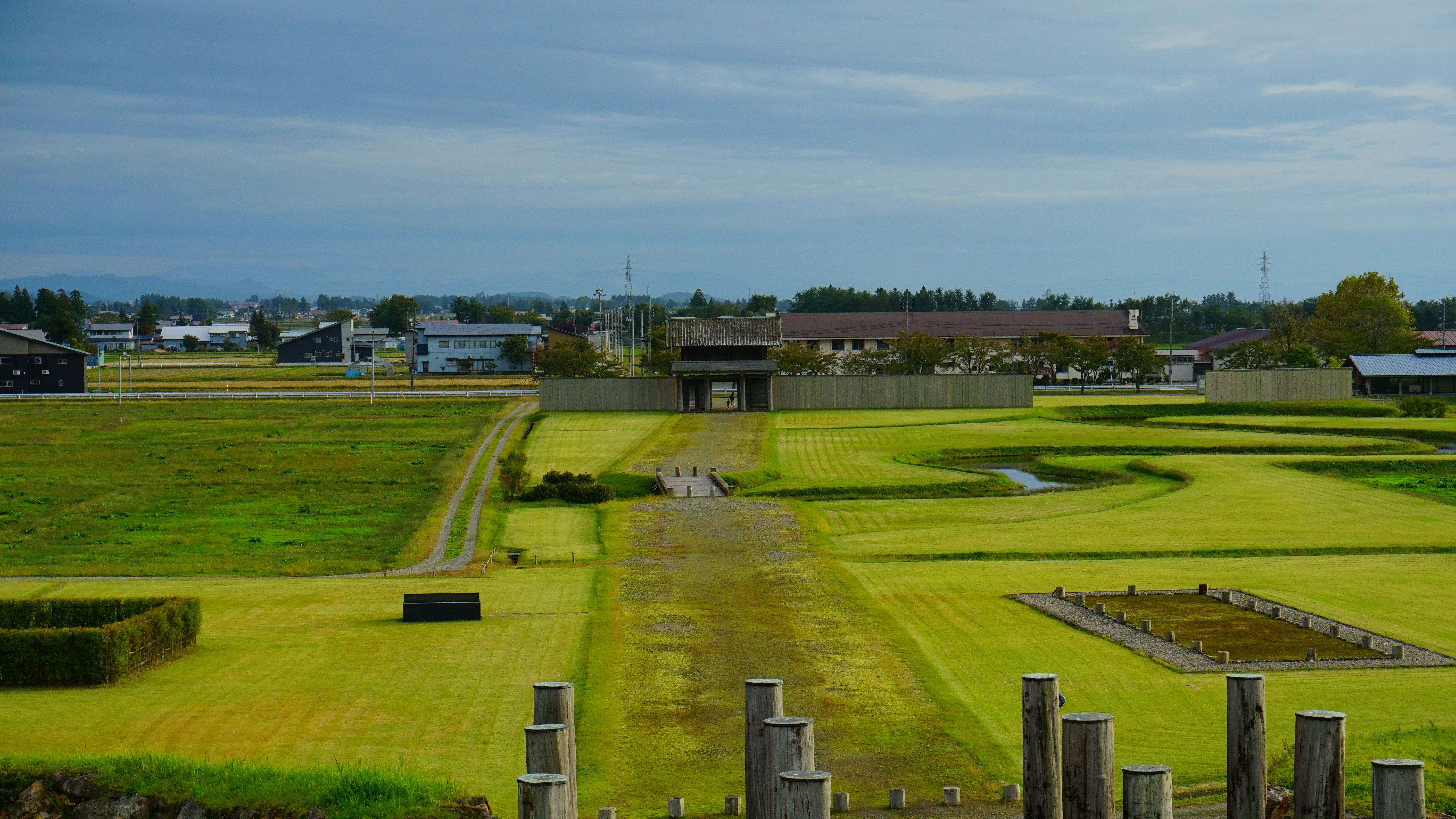
拂田柵全景

大仙地區在古代為秋田縣（出羽國）南部的交通要衝。延曆20年（801年）左右，日本朝廷在現今大仙市與美鄉町的邊界地帶設置拂田柵，為東北地方規模最大的城柵之一，並作為朝廷在本州北部的政治與軍事據點；其遺跡則於20世紀初被指定為日本的史跡。平安時代後期，律令制逐漸衰退，使秋田城及拂田柵的周邊地區改由出羽國的在廳官人清原氏所支配。
中世紀時，大仙地區成為大曲城的前田氏、楢岡城的楢岡氏與太田城的太田氏互相爭奪的地區。慶長7年（1602年），佐竹義宣因被指控在關原之戰中支持西軍的石田三成，而遭德川家康減封並移封至出羽國久保田藩共20萬石，當地則作為佐竹氏的領地至明治維新時期。市內的角間川與長野地區在江戶時代作為雄物川與玉川的河運據點而相當繁榮。而現時位於大仙市東部的舊池田氏庭園為明治時代後期東北三大地主之一的池田氏所建的庭園，並於2017年被指定為日本的名勝。

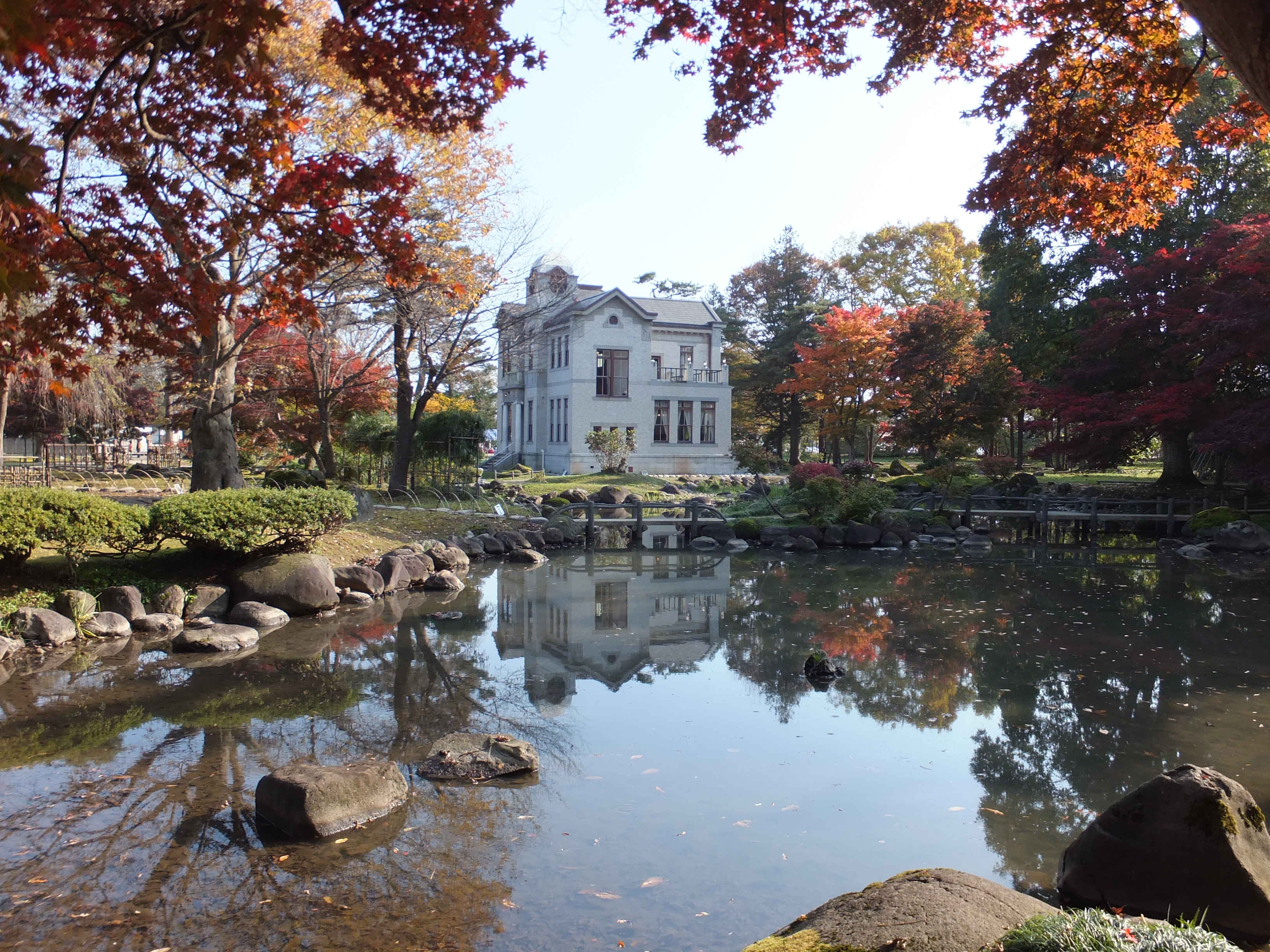
舊池田氏庭園的池塘與洋館

明治22年（1889年），日本實施町村制，並在境內設置大曲村等共26個村；而大曲村則於明治24年（1891年）改制為大曲町。昭和29年（1954年），大曲町與花館村、内小友村、大川西根村、藤木村、四屋村與角間川町合併成大曲市。平成17年（2005年）3月20日，大曲市與神岡町、西仙北町、中仙町、協和町、南外村、仙北町與太田町合併成現今的大仙市。
1914年3月15日的秋田仙北地震在大仙市引發震度6的地震。2011年3月11日的日本東北地方太平洋近海地震則在當地引發震度5強的地震，並造成市內的所有住宅停電和停水2天。

## 行政
現任市長老松博行於2025年3月在選舉中第2次自動當選，其任期將持續至2029年4月。

## 人口
大仙市的總人口數自二戰結束後便開始增加，至1955年達到最大值12萬3158人，隨後便開始逐年減少。2000年當地的總人口數跌破10萬人，至2020年的日本國勢調查時為77,657人。而根據統計，2020年當地的高齡人口占比為38.5%。
| 大仙市人口分布圖 |                                               |  |
| 大仙市與日本全國年齡別人口分布比較圖 （2005年資料） | 大仙市的年齡、男女別人口分布圖 （2005年資料） |  |
| ■紫色是大仙市 ■綠色是全国 | ■藍色是男性 ■紅色是女性                       |  |
| 大仙市人口變化 \| 1970年 \| 108,378人 \| \| \| 1975年 \| 105,444人 \| \| \| 1980年 \| 106,428人 \| \| \| 1985年 \| 105,926人 \| \| \| 1990年 \| 103,564人 \| \| \| 1995年 \| 100,879人 \| \| \| 2000年 \| 98,326人 \| \| \| 2005年 \| 93,352人 \| \| \| 2010年 \| 88,301人 \| \| \| 2015年 \| 82,783人 \| \| \| 2020年 \| 77,657人 \| \| |                                               |  |
| 資料來源：日本總務省統計中心提供之人口普查數據 |                                               |  |
| 1970年 | 108,378人                                     |  |
| 1975年 | 105,444人                                     |  |
| 1980年 | 106,428人                                     |  |
| 1985年 | 105,926人                                     |  |
| 1990年 | 103,564人                                     |  |
| 1995年 | 100,879人                                     |  |
| 2000年 | 98,326人                                      |  |
| 2005年 | 93,352人                                      |  |
| 2010年 | 88,301人                                      |  |
| 2015年 | 82,783人                                      |  |
| 2020年 | 77,657人                                      |  |

## 經濟

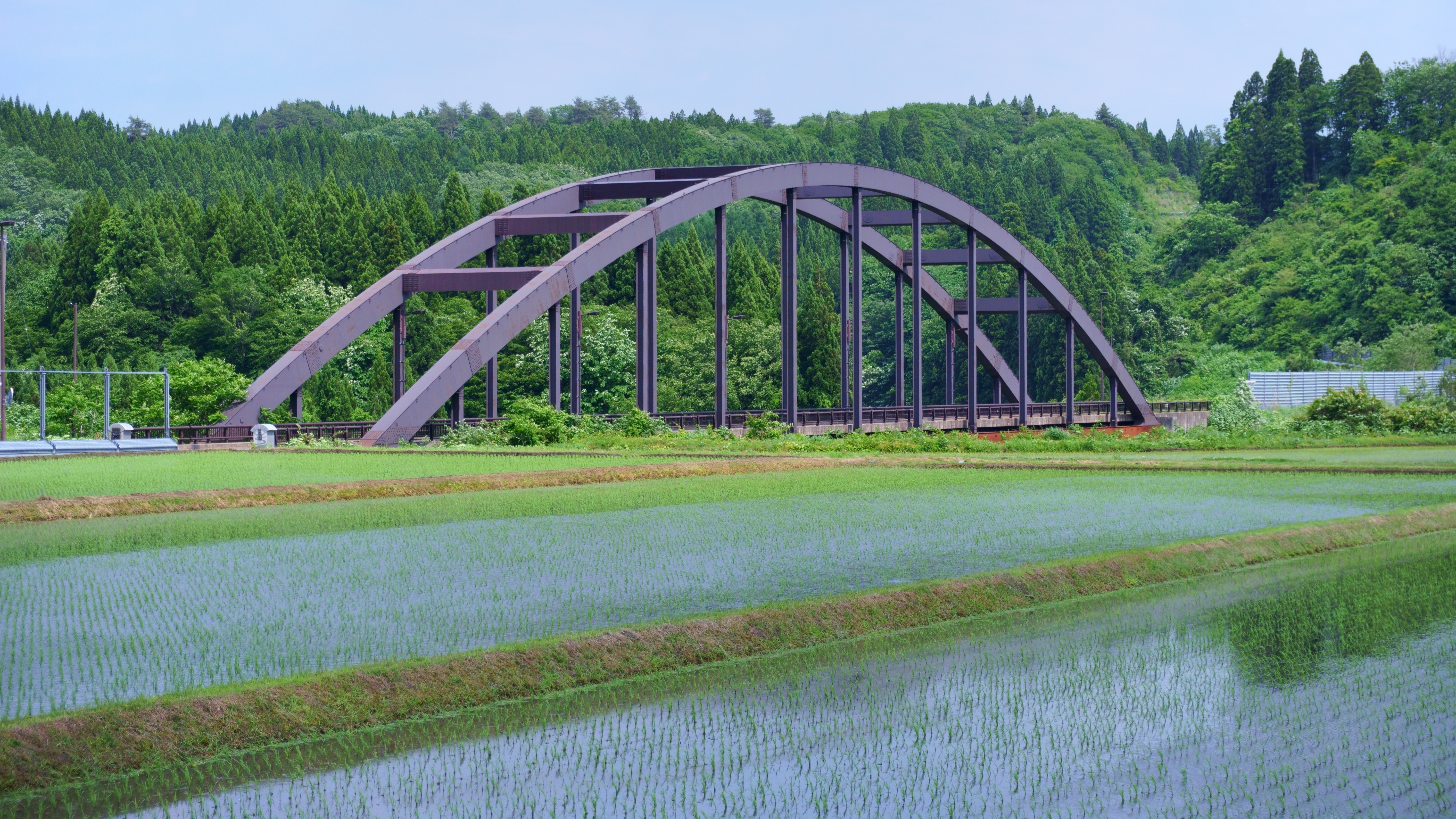
大仙市內的水田

根據日本2020年的國勢調查統計，大仙市的就業人口中約12.3%從事第一級產業，26.1%的就業人口從事第二級產業，其餘的61.6%則從事第三級產業。當地的農業以生產稻米、大豆、牛蒡與蔥等農產品為主，並且為秋田縣內規模最大的糧倉地帶之一，其稻米生產額約占全市農業總生產額的三分之二；近年來則面臨就業人口短缺與高齡化等問題。

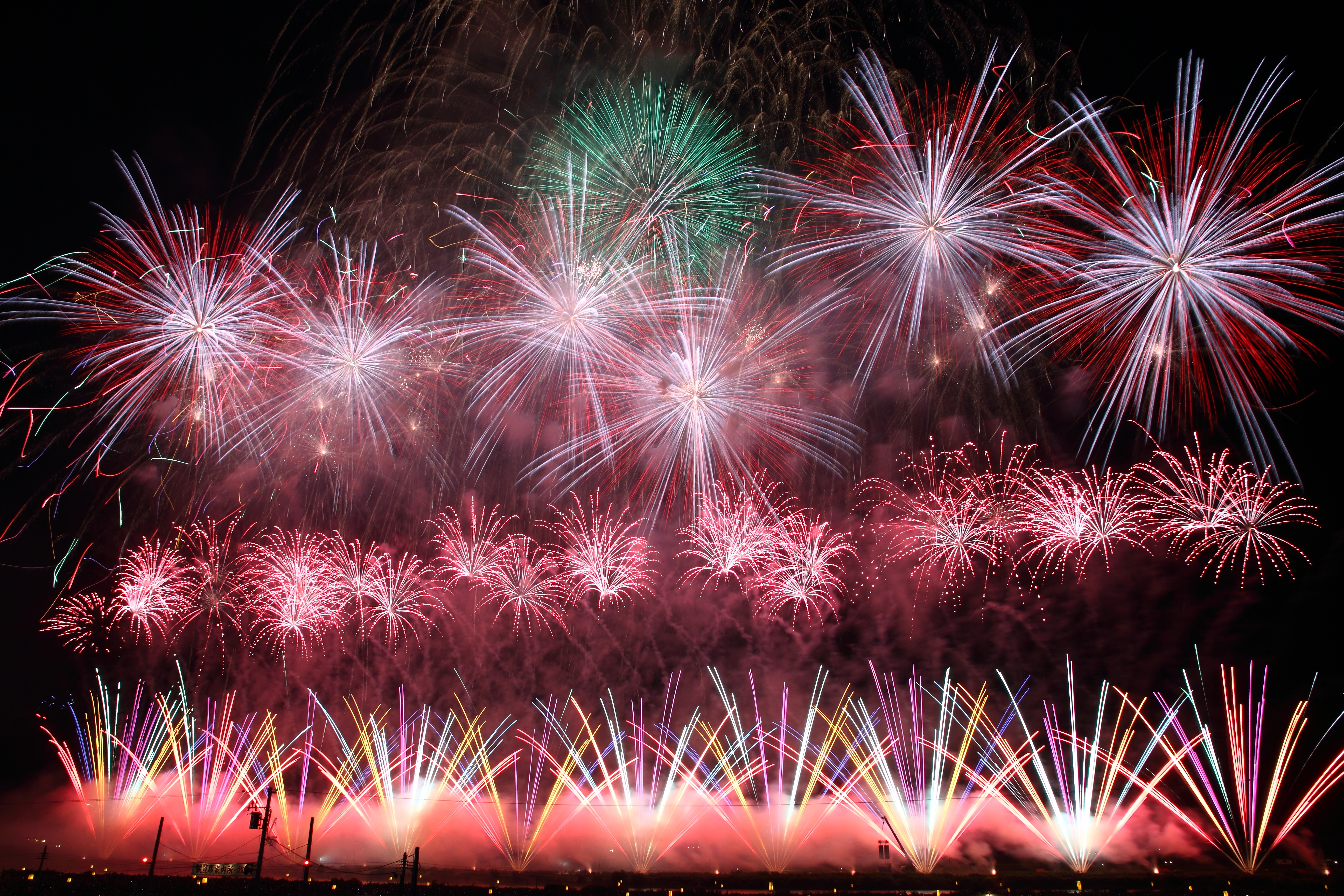
全國花火競技大會

由於大仙市每年會舉辦有日本三大煙火大會之稱的全國花火競技大會，加上市內擁有舊池田氏庭園等景點，因此吸引許多遊客前來。根據統計，2013年至2019年，當地每年約有259.8萬至278.3萬名遊客到訪。2020年和2021年因受到嚴重特殊傳染性肺炎疫情的影響而分別下降至113萬人及118萬人，2022年則恢復至207.9萬人。

## 教育
大仙市內共有20所小學校、10所中學校與6所高等學校。根據2023年5月的統計，市內共有2963名小學生、1683名中學生與1539名高等學校的學生。

## 交通

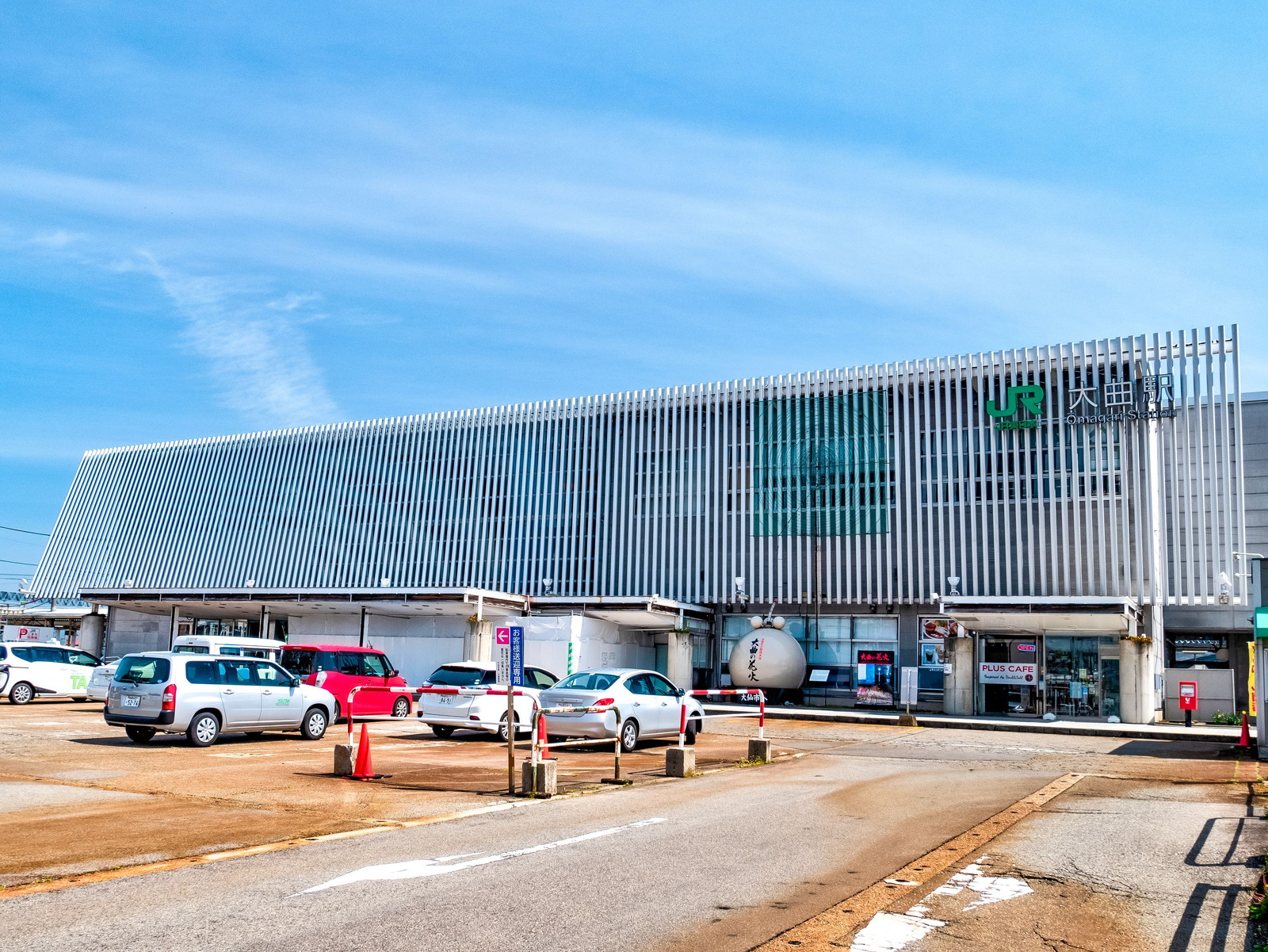
大曲站

秋田自動車道與國道13號由南往西北通過大仙市，並透過大曲西道路互相連接；國道46號與國道341號在轄區北部相接，國道105號則由西往東北穿越市內。而秋田自動車道在市內共設置3處交流道。鐵路方面，東日本旅客鐵道的秋田新幹線、奧羽本線跟田澤湖線皆通過大仙市。位於南部的大曲站為上述3條鐵路共同使用的車站。田澤湖線自大曲站向東北延伸，並設置北大曲站、羽後四屋站、鑓見内站、羽後長野站與鶯野站；奧羽本線則往西北另設神宮寺站、刈和野站、峰吉川站和羽後境站。

## 友好城市
大仙市與以下日本行政區為友好城市:
| 市町村 | 都道府縣 | 締結日期      |
| ------ | -------- | ------------- |
| 宮崎市 | 宮崎縣   | 2001年6月3日  |
| 座間市 | 神奈川縣 | 2015年3月21日 |
| 宮古市 | 岩手縣   | 2019年10月5日 |

大仙市與以下外國行政區為友好姐妹城市:
| 國家 | 城市               | 締結日期      |
| ---- | ------------------ | ------------- |
|      | 唐津市（忠清南道） | 2007年8月26日 |

## 外部連結
- 秋田縣大仙市 （页面存档备份，存于）